# أورتومباسكوال
بلدية أورتومباسكوال (بالإسبانية: Hurtumpascual) هي بلدية تقع في مقاطعة آبلة التابعة لمنطقة قشتالة وليون وسط إسبانيا.

## الديموغرافيا
يبلغ عدد سكان بلدية أورتومباسكوال 76 نسمة عام 2011 (وفقاً للمعهد الوطني للإحصاء الإسباني).
| 119 | 119 | 110 | 99 | 90 | 81 | 76 |